# Pablo Echaurren
Pablo Echaurren (Roma, 22 gennaio 1951) è un pittore e scrittore italiano.

## Biografia
Figlio del pittore surrealista cileno Roberto Matta, inizia a dipingere sotto la guida di Gianfranco Baruchello e Arturo Schwarz, suo primo gallerista. Dagli anni settanta espone i suoi quadri in Italia e all'estero. Negli anni ottanta e novanta realizza numerosi fumetti di avanguardia come Caffeina d'Europa (una delle prime graphic novel), Majakovskij, Nivola vola, Futurismo contro,  Vita disegnata di Dino Campana, Evola in Dada, Vita di Pound, Dada con le zecche.
La sua produzione si è sviluppata all'insegna della contaminazione fra generi, fra alto e basso, arte e arti applicate, secondo un approccio progettuale, manuale e mentale, tipico del laboratorio. Ne discende un'idea dell'artista come artefice e inventore a tutto campo (pittura, ceramica, illustrazione, fumetto, scrittura, video), indifferente agli steccati e alle gerarchie che solitamente tendono a comprimere la creatività.
È l'autore del disegno della copertina del romanzo Porci con le ali e negli anni settanta ha disegnato copertine per altri romanzi, editi soprattutto dalla casa editrice di estrema sinistra Savelli. Nel 1977, con altri, ha dato vita a Oask?!, il foglio degli indiani metropolitani, e ad altre fanzine legate all'ala creativa del movimento. Ha collaborato, disegnando e scrivendo, con Lotta Continua e in seguito con le riviste Linus, Frigidaire, Tango, Comic Art, Alter Alter e Carta. Il suo stile è influenzato dal futurismo (dei cui libri è un collezionista). È anche autore di numerosi saggi, pamphlet polemici e romanzi.          
Una sua antologica (Dagli anni settanta a oggi) si è tenuta al Chiostro del Bramante a Roma (2004), le opere più recenti sono state invece esposte in una personale presso l'Auditorium Parco della Musica di Roma (2006) e nella mostra Pablo a Siena presso i Magazzini del Sale (2008). Nel 2009 il MIAAO (Museo Internazionale di Arti Applicate Oggi) di Torino ha celebrato il centenario del futurismo con una mostra incentrata sul suo lavoro. Appassionato di bassi elettrici, nel 2009 ha esposto la sua collezione di strumenti d'epoca e tele ad essi ispirate all'Auditorium Parco della Musica nella mostra L'invenzione del basso.
Nel 2010 a Palazzo Cipolla (ex Museo del Corso) la Fondazione Roma Museo, in occasione di oltre quarant'anni di lavoro, gli dedica la mostra antologica Crhomo Sapiens. Nello stesso anno l'artista dà vita, insieme alla moglie Claudia Salaris, alla Fondazione Echaurren Salaris. Nel 2011, al Macro di Roma, viene presentato il ciclo Baroque'n'Roll, una serie di edicole in ceramica dedicate alla sua passione per il basso elettrico. Lo stesso anno, presso il Mar di Ravenna, viene organizzata la mostra Lasciare il segno con lavori a partire dai primi del 1969.
Nel 2013 l'esposizione Matta: Roberto Sebastian Matta, Gordon Matta-Clark, Pablo Echaurren vuole indagare sui legami e le parentele tra un padre e i suoi due figli artisti (a cura di Danilo Eccher, Fondazione Querini Stampalia, Venezia).
Nel 2014 la serie di collage "Iconoclast" viene mostrata all'Estorick Collection di Londra. Nel 2014 il Beinecke Library (Yale University, USA) ha acquisito un ampio fondo di scritti e disegni di Pablo Echaurren legati alla sua esperienza controculturale negli anni settanta del Novecento. Nel 2015 con la mostra Contropittura la Galleria nazionale d'arte moderna e contemporanea approfondisce l'indagine sugli aspetti socio politici del lavoro di Pablo Echaurren. Nel 2016 il Cile per la prima volta gli rende omaggio con una retrospettiva al Museo Nacional de Bellas Artes di Santiago (curata da Inès Ortega-Màrquez) dal titolo Make Art Not Money. Nel 2017 Echaurren "rilegge" l'opera di Marcel Duchamp con una mostra che raccoglie quarant'anni di suoi omaggi al grande Maestro  (Du champ magnétique, Scala Contarini del Bovolo, Venezia).
Sempre nel 2017, per ricordare gli eventi che nel 1977 hanno scosso l'Italia, il Museo di Roma in Trastevere ha organizzato una mostra di disegni dell'epoca di Pablo Echaurren accompagnandoli con le foto di Tano D'Amico. A Catania viene allestita una mostra (Soft Wall, Palazzo Platamone) che intende inquadrare l'opera "irregolare" di Echaurren come anticipatrice del linguaggio della Street Art. Nel 2019 personale al Mart di Rovereto. Sue opere sono attualmente nella collezione permanente di alcuni musei tra cui, La GNAM, il Maxxi, il Macro, il MamBo, il Mic di Faenza, il Mart di Rovereto e il Museo del Novecento di Milano. Gran parte del suo lavoro inerente agli anni Settanta è stato digitalizzato dalla Bibliotheca Hertziana - Max Planck Institut fur Kunstgeschichte e posto in rete a disposizione di chiunque intenda consultarlo.
La passione di Echaurren per la paleo antropologia viene messa in luce dal lungometraggio Pablo di Neanderthal (di Antonello Matarazzo con Bruno Di Marino) invitato, fuori concorso, alla Mostra del Cinema di Venezia nel 2022. Nel 2023 il MamBo di Bologna dedica a Pablo Echaurren una retrospettiva incentrata sugli anni Settanta curata da Sara De Chiara dal titolo: Viola! Nel 2025 a cura di Jacopo Galimberti, Martina Caruso, Raffaella Perna viene pubblicato il volume di saggi dal titolo Pablo Echaurren. Art for the Many frutto di una ricerca internazionale promossa dalla Bibliotheca Hertziana - Max Planck Institut fur Kunstgeschichte.

## Selezione di opere

### Libri
- Perizia calligrafica, Rivalba, Geiger, 1976.
- C'era cioè c'è  (con Claudia Salaris, firmato: Claudia e Paino), Roma, Savelli, 1978.
- Saette, Milano, Primo Carnera Editore, 1985.
- Majakovskij, Roma, Serraglio, 1986 (poi Gallucci, 2012).
- Parole ribelli. I fogli del movimento del '77, Viterbo, Stampa Alternativa, 1997. ISBN 88-72263743.
- Parole ribelli. '68 e dintorni, Viterbo, Stampa Alternativa, 1998. ISBN 88-72264162.
- Compagni, Torino, Bollati Boringhieri, 1998. ISBN 9788833911083.
- Diario culinario: giro d’Italia in centoquaranta ristoranti (o giù di lì), Firenze, Liberal Libri, 1999. ISBN 8882700208.
- Controcultura in Italia 1966-1977 (con Claudia Salaris), Torino, Bollati Boringhieri, 1999. ISBN 978-88-33911298.
- Libro diseducativo, Mantova, Corraini, 1999 (traduzione Book of bad manners).
- Vite di poeti. Campana, Majakovskij, Pound, Torino, Bollati Boringhieri, 2000.
- Il suicidio dell'arte: da Duchamp agli sciampisti, Roma, Editori Riuniti, 2001. ISBN 978-88-35950165.
- Corpi estranei. Neosituazionisti, antiartisti, anarcoalieni, nomi collettivi, Viterbo, Stampa Alternativa, 2001. ISBN 88-72266262.
- Futurcollezionismo, Milano, Edizioni Sylvestre Bonnard, 2002. ISBN 978-88-86842389
- Delitto d'autore, Milano, Shake edizioni, 2003. ISBN 978-88-86926904.
- La casa del desiderio. '77: indiani metropolitani ed altri strani, Lecce, Manni Editori, 2005. ISBN 978-88-81766338.
- Chiamatemi Pablo Ramone, Ravenna, Fernandel, 2006. ISBN 978-88-87433654.
- Bloody Art, Ravenna, Fernandel, 2006. ISBN 978-88-87433708.
- Terra di Siena, Ravenna, Fernandel, 2007. ISBN 978-88-87433869.
- Caffeina d'Europa. Vita di Marinetti, Roma, Gallucci, 2009 (prima edizione Montepulciano, Il Grifo, 1988). ISBN 978-88-61450929.
- Bassi istinti. Elogio del basso elettrico, Ravenna, Fernandel, 2009. ISBN 978-88-95865096.
- Nel paese dei bibliofagi, Macerata, Biblohaus, 2010.
- Controstoria dell'arte, Roma, Gallucci, 2011.
- Ramones. Cretin Hop, Roma, Arcana, 2012.
- Duchamp politique, Milano, Postmedia Books, 2019.
- Adotta un artista e convincilo a smettere per il suo bene (con note a margine di Gianfranco Sanguinetti), Vittorio Veneto, Kellermann, 2021.
- Il mio Baruchello, Mauvais Livres, Roma, 2025.

### Documentari
- Piccoli ergastoli, documentario scritto e diretto con Giuseppe Valerio Fioravanti e Francesca D'Aloja (1997).[7]
- The Holy Family. Un Ramone a Roma, documentario diretto con Uliano Paolozzi Balestrini (2010).[8]
- Indiani metropolitani. Ironia e creatività nel movimento del '77, documentario prodotto dalla Fondazione Echaurren Salaris (2017).
- Il Neanderthal e io passando per Duchamp. Conversazione con Pablo Echaurren di Giorgio de Finis (2021).
- Pablo di Neanderthal di Antonello Matarazzo, scritto da Bruno Di Marino, Pablo Echaurren e Antonello Matarazzo (2022). [9]